# Smrt v Benátkách (film)
Smrt v Benátkách (v originále Morte a Venezia) je italský hraný film z roku 1971, který režíroval Luchino Visconti podle stejnojmenné novely Thomase Manna. Snímek měl světovou premiéru v Londýně 1. března 1971, na Mezinárodním filmovém festivalu v Cannes byl uveden 23. května 1971.

## Děj
Do Benátek přijíždí z Mnichova německý hudební skladatel Gustav von Aschenbach, aby si zde odpočinul od pracovních povinností. Ubytuje se v hotelu na ostrově Lido. Zde také bydlí polská rodina. Jejich čtrnáctiletý syn Tadzio okouzlí Aschenbacha svojí fyzickou krásou a probudí v něm latentní homosexualitu. Skladatel se snaží být neustále v jeho blízkosti a sleduje ho. V Benátkách však vládne nepříznivé počasí, které způsobuje Aschenbachovi nepříjemné zdravotní potíže, proto se rozhodne město opustit. Cestou toho však lituje a má špatnou náladu. Na nádraží se však dozví, že jeho kufr byl omylem odeslán jinam než do Mnichova. Předstírá vztek, ale ve skutečnosti má z toho radost. Začíná si uvědomovat, že k Tadziovi chová ty nejhlubší city, že ho opravdu vroucně a vášnivě miluje. Ve městě se šíří epidemie cholery, kterou úřady zatajují, aby nevyvolaly paniku mezi turisty. Aschenbach při procházkách městem vidí postupnou zkázu, ale v hotelu mu odmítají říci pravdu. Až bankovní úředník ho varuje. Přesto Aschenbach není schopen Benátky opustit. Nedokáže se odpoutat od Tadzia. Ví, že by bylo správné varovat polskou rodinu, ale neudělá to, protože není s to se s chlapcem rozloučit. Jeho touha být v jeho blízkosti je silnější než vlastní bezpečnost. Za celou dobu s ním nikdy nepromluví ani se ho nedotkne. Nakonec se ovšem k odjezdu rozhodne polská rodina. Aschenbach se zhroutí a vinou zákeřné choroby umírá, v lehátku, na pláži s pohledem upřeným na Tadzia.

## Obsazení
| Dirk Bogarde      | Gustav von Aschenbach |
| Björn Andrésen    | Tadzio                |
| Silvana Manganová | Tadziova matka        |
| Romolo Valli      | ředitel hotelu        |
| Mark Burns        | Alfred                |
| Marisa Berenson   | Aschenbachova žena    |
| Nora Ricci        | Tadziova guvernantka  |
| Franco Fabrizi    | holič                 |
| Carole André      | Esmeralda             |

## Ocenění
- Donatellův David (nejlepší režie)
- Bodil (nejlepší evropský film)
- Prix Léon Moussinac (nejlepší zahraniční film)
- Oscar – nominace (nejlepší kostýmy)
- Filmová cena Britské akademie (kamera, kostýmy, výprava, zvuk) a nominace (film, režie, herec v hlavní roli – Dirk Bogarde)
- Nastro d'Argento (režie, herečka ve vedlejší roli – Silvana Mangano, kamera, kostýmy, producent, výprava)
- Kinema-Jumpō (nejlepší zahraniční film, nejlepší zahraniční režie)
- Premio Sant Jordi (nejlepší zahraniční film)